# Mario Šoštarič
Mario Šoštarič (Slovenj Gradec, 25 de noviembre de 1992) es un jugador de balonmano esloveno, naturalizado croata, que juega de extremo derecho en el SC Pick Szeged. Fue internacional con la selección de balonmano de Eslovenia, antes de convertirse en internacional con la selección de balonmano de Croacia.

## Palmarés

### Selección nacional
| Campeonato Mundial | Campeonato Mundial           | Campeonato Mundial | Campeonato Mundial |
| Año                | Lugar                        | Medalla            |                    |
| ------------------ | ---------------------------- | ------------------ | ------------------ |
| 2025               | Croacia, Dinamarca y Noruega | Medalla de plata   |                    |

### Pick Szeged
- Liga húngara de balonmano (3): 2018, 2021, 2022
- Copa de Hungría de balonmano (1): 2019

### Consideraciones individuales
- Mejor extremo derecho del Campeonato Mundial de Balonmano Masculino de 2025[2]

## Clubes
- Gorenje Velenje (2009-2011)
- RK Maribor Branik (2011-2013)
- Gorenje Velenje (2013-2016)
- SC Pick Szeged (2016- )